# Woodworth (municipalité rurale)
Pour les articles homonymes, voir Woodworth.
Woodworth est une municipalité rurale du Manitoba située au sud-ouest de la province. La réserve amérindienne premières nations Sioux Valley se situe sur le territoire de la municipalité rurale.

## Territoire
Les hameaux suivant se situent sur le territoire de la municipalité rurale:
- Harding
- Lenore
- Kenton

## Démographie
| 2001 | 2006 |
| ---- | ---- |
| 939  | 890  |

## Référence
- (en) Cet article est partiellement ou en totalité issu de l’article de Wikipédia en anglais intitulé « Rural Municipality of Woodworth » (voir la liste des auteurs).

1. ↑  « Statistique Canada - Profils des communautés de 2006 -    Woodworth » (consulté le 6 juin 2020)